# Bataille de Happrew
Première guerre d'indépendance de l'Écosse
Batailles
La bataille de Happrew est une bataille ayant eu lieu vers le 20 février 1304. Elle opposa l'Angleterre à l'Écosse, dont les guerriers étaient menés par William Wallace, de retour de son exil en France, et par Simon Fraser. Ce fut une victoire totale des Anglais, qui comptaient beaucoup de chevaliers. Wallace et Fraser réussirent cependant à s'enfuir.

## Sources
- Chris Brown, Scottish Battlefields, 500 battles that shaped Scottish history, Tempus, 2008,  (ISBN 978-0-7524-3685-2)